# Weronika Daszkiewicz
Weronika Daszkiewicz (ur. 8 stycznia 1935 w Kowlu, zm. 13 kwietnia 2015) – polska inżynier rolnictwa, poseł na Sejm PRL VI kadencji.

## Życiorys
Uzyskała tytuł inżyniera rolnictwa w Wyższej Szkole Rolniczej w Szczecinie. Była kierowniczką działu w Rolniczym Rejonowym Zakładzie Doświadczalnym w Grzmiącej, a także radną Gminnej Rady Narodowej. W 1972 uzyskała mandat posła na Sejm PRL w okręgu Szczecinek. Zasiadała w Komisji Rolnictwa i Przemysłu Spożywczego.
Pochowana na Cmentarzu Komunalnym w Mrągowie.